# Referendum über die Assoziation mit den Vereinigten Staaten in Palau 1993
Das achte Referendum über die Assoziation mit den Vereinigten Staaten in Palau 1993 (Eighth Referendum on the Compact of Free Association) wurde am 9. November 1993 in Palau durchgeführt, nachdem die sieben vorhergehenden Referenden (1983, 1984, Februar 1986, Dezember 1986, Juni 1987, August 1987) und ein Verfassungsreferendum zum Compact of Free Association (COFA, Assoziierungsvereinbarung mit den Vereinigten Staaten) nicht die erforderlichen 75 % Zustimmung erhalten hatten. Die Stimmberechtigten wurden gefragt, ob sie dem Compact of Free Association zwischen Palau und den Vereinigten Staaten, welches am 10. Januar 1986 unterzeichnet worden war, zustimmen könnten. Durch ein weiteres Verfassungsreferendum war im Jahr zuvor endlich die Voraussetzung geschaffen worden, dass das Abkommen mit einem verringerten Quorum von 50 % der Mehrheit angenommen werden konnte. Diesmal wurde das Referendum von 68,4 % der Stimmberechtigten abgestimmt mit einer Zustimmung von 64,4 %. Somit wurde der Vertrag angenommen.

## Ergebnis
| Wahl                      | Stimmen | %    |
| ------------------------- | ------- | ---- |
| Dafür                     | 5.081   | 68,4 |
| Dagegen                   | 2.347   | 31,6 |
| Ungültig/nicht abgestimmt | 16      | -    |
| Gesamt                    | 7.444   | 100  |
| Source: Nohlen et al.     |         |      |